# San Carlos Centro
San Carlos Centro är en ort i Argentina.   Den ligger i provinsen Santa Fe, i den centrala delen av landet, 400 km nordväst om huvudstaden Buenos Aires. San Carlos Centro ligger 44 meter över havet och antalet invånare är 10 465.
Terrängen runt San Carlos Centro är mycket platt. Runt San Carlos Centro är det glesbefolkat, med 16 invånare per kvadratkilometer.. Det finns inga andra samhällen i närheten.
Trakten runt San Carlos Centro består till största delen av jordbruksmark.